# Spéléo secours Isère
 (mars 2017).
Le Spéléo secours Isère (SSSI ou « 3SI ») anciennement dénommée Société Spéléo secours Isère, est une association française, d'intérêt général, régie par la loi du 1er juillet 1901, dont le siège se trouve à Grenoble, dans les locaux de la préfecture de l’Isère. Elle a pour objet :
- de contribuer à la réalisation des sauvetages en milieu souterrain conformément au plan de secours en spéléologie du département de l’Isère, par des sauveteurs bénévoles, un conseiller technique départemental et des conseillers techniques adjoints ;
- de participer à l’élaboration dudit plan de secours ;
- de prêter son concours pour les interventions extérieures au département de l’Isère à la demande de la préfecture ;
- de répondre à toutes les sollicitations des pouvoirs publics dans le domaine de ses compétences.

Sous l'autorité du préfet, directeur des opérations de secours (DOS) et d'un officier sapeur-pompier, commandant des opérations de secours (COS), elle est régulièrement amenée à participer à des missions de service public dans son domaine de compétence, dans le département de l'Isère, voire sur l'ensemble du territoire français. En cas de secours, le conseiller technique du préfet, membre de l'association, est responsable des opérations souterraines. Ces dernières nécessitent l'emploi de moyens humains parfois importants et de diverses origines (membres de la 3SI, Adrasec 38, PGHM, CRS Alpes, GRIMP, SAMU 38, détachement hélicoptère de la sécurité civile).
En 2016, la 3SI est intervenue sur trois opérations de secours en grottes naturelles pour porter assistance à trois personnes. Pour ce faire trente-quatre bénévoles de la SSSI ont été réquisitionnés.
Dans le cadre de la loi de modernisation de la sécurité civile d'août 2004, la SSSI est agréée Sécurité civile par la Fédération française de spéléologie (FFS) via sa commission secours, le Spéléo secours français (SSF).

## Histoire

### Le secours spéléologique avant la création de la 3SI

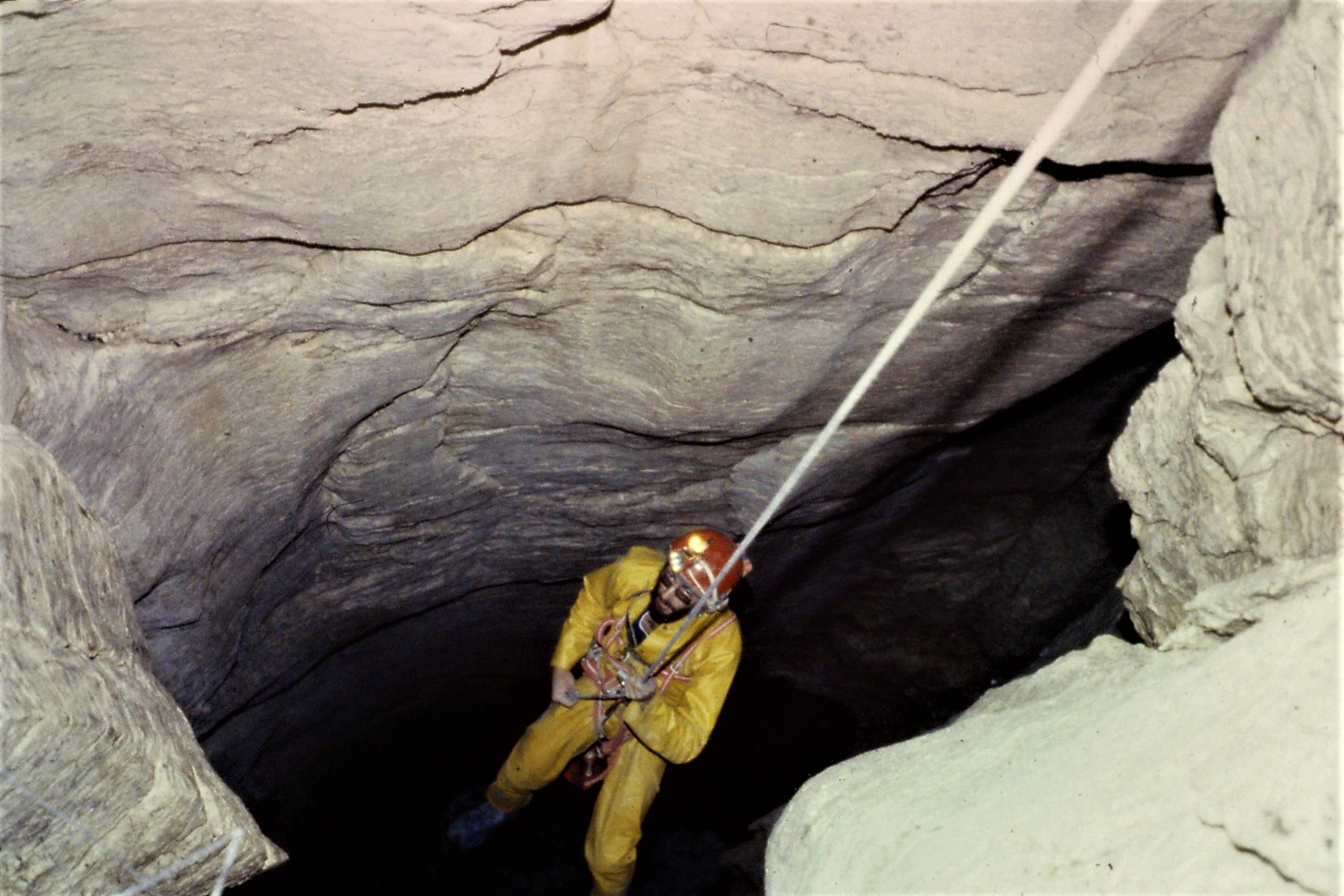
Puits Ruiz, premier puits du gouffre Berger.

Le secours spéléologique est une préoccupation très ancienne chez les pratiquants de cette discipline. La question de l'organisation des sauvetages se pose alors que depuis les années 40 à 50 (années de grandes explorations du gouffre Berger,, dent de Crolles) atteignent de grandes profondeurs et développent des kilomètres de réseaux. En 1952, l’accident mortel de Marcel Loubens, à la Pierre Saint-Martin, met en évidence l’inefficacité des moyens de l’époque. Le corps n'est extrait du gouffre que le 15 août 1954. En Isère, l’exploration du réseau du gouffre Berger s’accompagne dès le début d’un accident (chute de Félix Ruiz de Arcaute en 1953). En 1962, Bernard Moulin décède dans la dent de Crolles,. Entre 1965 et 1969, douze interventions de secours, dont une hélas pour dégager et remonter un plongeur coincé mort noyé,,, sont organisées par des bénévoles, peu formés, mal équipés et peu encadrés. De 1953 à 1970 quelques opérations de sauvetage se déroulèrent en Isère dont :
- en 1953, au gouffre Berger, chute de Félix Ruiz de Arcaute dans les puits d'entrée ;
- en août 1956, un groupe de spéléologues toulonnais est bloqué par une crue à la grotte de Gournier ;
- le 28 novembre 1965, un groupe de quatorze personnes est bloqué par une crue aux Cuves de Sassenage[12] ;
- en 1966, a lieu l'accident de Jacqueline Bocquet, victime d'une chute, au gouffre Berger ;
- le 6 août 1968, deux accidents se produisent au gouffre Berger : si un des blessés sort par ses propres moyens, l'autre qui est atteint à la colonne vertébrale après une chute dans le puits Aldo sera évacué de -250 par cinquante sauveteurs en vingt-quatre heures[13],[14],[15] ;
- le 18 août 1968, un spéléologue belge, chute dans le gouffre Berger. Son évacuation dure quatre-vingt heures[16],[17].

Les opérations s'organisent autour de quelques personnes, connues pour leurs compétences techniques. Fernand Petzl, Albert Oyhancabal, Jean Lavigne et les frères Bertrand du club ASV de Villard-de-Lans, sont souvent sollicitées.

### La création
Fernand Petzl s’active beaucoup entre 1969 et 1970 pour mettre sur pied une structure opérationnelle. Il se tourne vers les grands alpinistes du moment, entre autres Pierre Chevalier avec qui il mène des explorations dans la dent de Crolles. Appuyé et conseillé par le professeur Félix Germain, président du Club alpin français (CAF) Isère et fondateur de la Société dauphinoise de secours en montagne, il prit contact avec la préfecture de l'Isère. Soutenu par les spéléologues isérois et les autorités, il put rédiger un plan de secours départemental calqué sur celui du secours en montagne. Les statuts de la société Spéléo secours Isère furent enregistrés en préfecture de Grenoble le 21 juillet 1970. Dès le départ, l’équipe dirigeante de l’association, dont fait partie Albert Oyhançabal, futur conseiller technique départemental, sait s’appuyer sur la complémentarité des différents acteurs du secours existants sur le département. Spéléologues bénévoles, gendarmes, CRS, pompiers, SAMU, Croix-Rouge, tous sont mis à contribution avec un seul objectif : aller au plus vite porter secours. L’Isère n’est peut-être pas le premier département à se structurer pour les besoins du secours spéléologique mais c’est certainement celui qui s'est le plus appuyé sur la coopération entre les différents acteurs. Une grosse opération de sauvetage est engagée le 24 septembre 1970, au gouffre Kriska en Chartreuse, pour sortir un spéléologue victime d'une chute de 30 mètres dans un puits. Il est sérieusement blessé : fracture du bassin et entorse. La 3SI intervient aussi hors de l'Isère, dans des départements insuffisamment ou non encore structurés : Hautes-Alpes et Pyrénées-Atlantiques notamment.

### Fernand Petzl, conseiller technique du préfet (1972-1980)

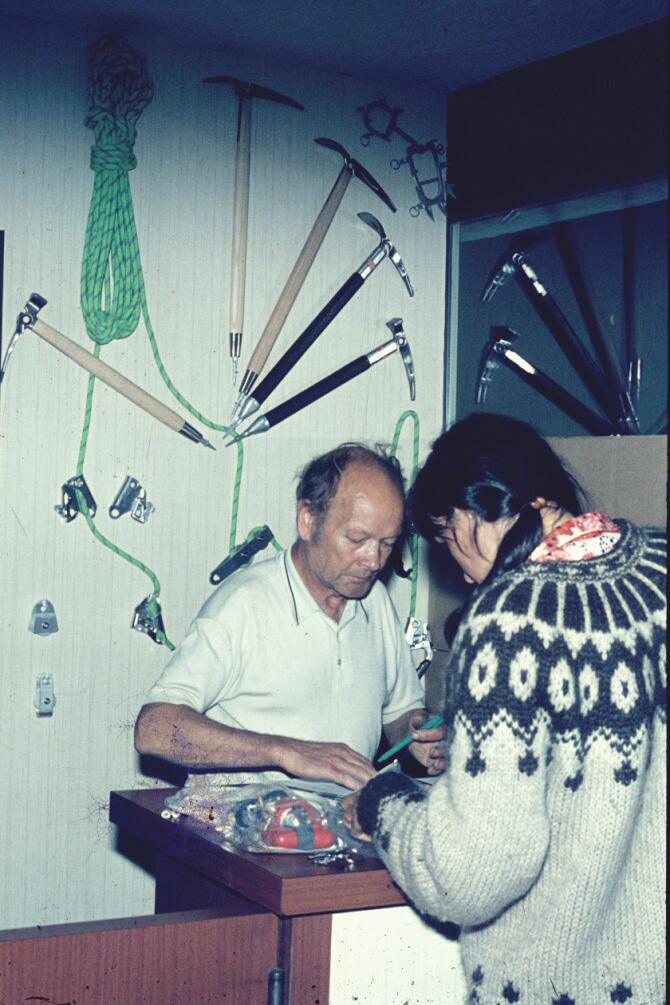
Fernand Petzl dans son atelier en 1977.

Épaulé par Albert Oyhançabal et Jérôme Dubois, Fernand Petzl structure les équipes de sauveteurs, organise des stages de formation. Il devient conseiller technique du préfet de l'Isère le 30 mai 1972. En huit ans, il doit gérer des opérations d'ampleur. Entre 1976 et 1979 la 3SI intervient à neuf reprises dont quatre à l’extérieur du département au profit de quatorze personnes. Le 11 septembre 1975,, survient un accident mortel au gouffre Berger. Deux jeunes spéléologues de Sanary-sur-Mer (Var décèdent à cause d'une crue. Le 6 novembre 1976, un autre accident causé par une crue survient à la grotte de Gournier. Il provoque le décès de trois spéléologues dans la rivière,,,,. Le 26 juin 1977, au gouffre Berger, un spéléologue isérois est découvert noyé dans la galerie de la Boue. Le 11 décembre 1979, le scialet de la Fromagère est le théâtre d'un accident à l'issue tragique, deux spéléologues meurent noyés par une crue.
En Haute-Savoie, à la grotte de la Diau, en novembre 1977 et au gouffre des Trois Mousquetaires en août 1978, deux spéléologues sont décédés avant l'arrivée des sauveteurs. Sur la même période, d’autres opérations bénéficient d’une issue heureuse notamment au trou du Garde (en Savoie) et au trou de l’Alpe.
Pendant ce temps, de jeunes médecins isérois, membres de la 3SI : France Guillaume (devenue depuis France Rocourt) et Olivier Kergomard, contribuent de faire avancer la prévention des accidents et la médicalisation des secours spéléologiques.
En 1980, Albert Oyhançabal remplace Fernand Petzl et devient conseiller technique du préfet.

### Albert Oyhançabal, conseiller technique du préfet (1980-1998)
Spéléologue d'exploration avant tout, Albert Oyhançabal, a rapidement compris qu'il faudrait un jour ou l'autre élargir les galeries pour faire passer le brancard. Il forme donc des sauveteurs isérois aux techniques de désobstruction à l'explosif. La suite lui donne raison. En juillet 1982, un spéléologue isérois est victime d'une chute de pierres dans un puits du gouffre Jibé dans la face est de la dent de Crolles en Chartreuse. Coincés sur une margelle d'un puits d'une hauteur de 100 mètres, protégés par un plancher de bois posé par les secouristes, l'équipe médicale et le blessé doivent attendre l'élargissement d'une galerie étroite sur 100 mètres, au dessus de leurs têtes, avant d'envisager un retour en surface. L'opération au gouffre Jibé marque le début de l’utilisation des explosifs à grande échelle en secours,,.
Au cours de l'année 1982, le spéléo secours isérois est sollicité à de nombreuses reprises en Isère et en renfort dans d’autres départements comme au mois de mai à la grotte de la Diau en Haute-Savoie où trois spéléos sont restés coincés six jours par les crues de fontes nivales.
Le début de l’année 1986 est marqué par un drame survenu à la grotte Favot : un néophyte en spéléologie est victime d’une chute fatale dans le puits de 40 mètres situé au terminus de cette cavité. Au mois de juillet de l’année suivante, se déroule un secours à l’issue heureuse durant lequel Jean-Louis Rocourt, sauveteur isérois, sauve un spéléologue coincé dans le laminoir (galerie de 40 cm de hauteur) de la traversée du trou de l’Aygue, dans le Vercors, en utilisant un masque de plongée et un tuba car le passage est à moitié rempli d'eau.
Les années 1987 et 1988 sont marquées par la disparition au gouffre Berger d'un jeune spéléologue anglais de 16 ans et la découverte de son corps. C'est lors de sa deuxième descente qu'il disparaît. Frédéric Poggia, conseiller technique adjoint, informe Albert Oyhançabal de cette disparition le 8 août 1987. L'opération de recherche débute alors. Soixante douze sauveteurs, fouillent la cavité, le plateau de Sornin et de la Molière pendant une semaine,. La décision d'arrêter les recherches est prise collégialement entre le conseiller technique, les représentants de chaque corps intervenant, le Samu, l'autorité préfectorale et le maire d’Engins. C'est certainement la situation la plus angoissante qu'ait connue le Spéléo secours Isère. En juin de l'année suivante, la reprise des recherches permet de découvrir le corps du jeune homme dans une partie inexplorée du gouffre Berger. L'analyse des éléments découverts permet d'établir qu'il a fait une chute dans un puits, précédant un gros bloc rocheux qu’il a décroché lui-même Lors de l'impact au sol, ce dernier lui a écrasé le crâne, la nuque et la partie gauche du thorax. La mort a été instantanée. Son corps est évacué le 12 juin.
De fin 1987 à fin 1992, la 3SI est sollicitée vingt fois pour porter secours à quarante personnes, dont malheureusement un décès à la grotte de Gournier en octobre 1992. Une seule fois, elle interviendra à l’extérieur du département (Dévoluy novembre 1987).
Du 12 au 15 septembre 1993, une opération d'envergure se déroule aux Saints de glace, cavité du réseau du Trou qui souffle à Méaudre. Un spéléologue isérois souffre d'une fracture du fémur consécutivement à une chute provoquée par le basculement d’un gros bloc qui ensuite s’est retourné sur lui. Coincé et blessé à une cuisse, il est rapidement dégagé par ses coéquipiers. Cette intervention fait partie des plus importantes opérations de secours réalisées par la 3SI et nécessite l’engagement de tous les acteurs chargés des secours en Isère : 3SI, PGHM, CRS Alpes, GRIMP, SAMU 38 et Croix-Rouge,.
Entraînements et formations des artificiers trouvent là toute leur justification. Les gaz d'explosion posent rapidement un gros problème de gestion qui oblige les conseillers techniques à utiliser de nouvelles méthodes de ventilation artificielle des galeries à l'aide de matériel du SDIS. La réussite de cette opération tient à une osmose parfaite entre tous les intervenants. 400 mètres de méandre ont été ainsi élargis permettant au brancard de sortir sans encombre. Cent-quarante sauveteurs de toutes origines ont été sollicités sur cette opération.
Du 10 au 17 juillet 1996, une opération se déroule au gouffre Berger,, pour porter secours à six membres d'une expédition anglo-hongroise bloqués par une crue. Deux spéléologues sont découverts décédés à l'arrivée des équipes de reconnaissance composées de sauveteurs de l'association. La crue de la rivière souterraine rend la progression de ces premières équipes très pénible. Certains d'entre eux sont bloqués avec les victimes et attendent la décrue. La découverte de deux personnes décédées marque les esprits. Tous les intervenants du secours dans le département de l'Isère sont sollicités. Des renforts extérieurs du Spéléo secours français et du GRIMP des départements de la région Rhône-Alpes interviennent. Cent-quatre-vingt-dix sauveteurs, tous corps confondus, sont sollicités pendant une semaine. Le coût de l'opération du sauvetage a été chiffré à 30 000 euros par le conseiller technique départemental, à la demande du préfet et du conseil général.
Fin 1997, Albert Oyhançabal quitte ses fonctions, il est remplacé pendant dix ans par Alain Maurice.

### Depuis 1998
En novembre 1999 a lieu le sauvetage du gouffre des Vitarelles, la plus grosse opération de secours spéléologique que la France ait connu. Un groupe de sept explorateurs est coincé par une crue violente au gouffre des Vitarelles, dans le Lot. Les pompiers locaux, qui ne s’entendent pas avec les spéléologues et le spéléo secours départemental, décident de gérer l’opération avec des renforts des SDIS voisins en excluant le Spéléo secours français (SSF). Au bout de deux jours, devant l’ampleur de la tâche et à la suite de deux suraccidents chez les sapeurs-pompiers, le préfet donne son accord pour l’engagement des sauveteurs du SSF. La mobilisation est générale sur tout le territoire national. Toutes les équipes de la région Rhône-Alpes sont mises en pré-alerte. La 3SI est mise à contribution : cinq de ses membres ainsi que quatre gendarmes du PGHM sont transportés sur place par les airs et engagés. En parallèle, des forages sont tentés afin d’éviter une progression pénible sous terre. Les secouristes du PGHM sont même bloqués par une nouvelle crue. Les sept spéléologues sont sortis indemnes le 23 novembre.
Le 27 février 2000, débute sous le massif du Margériaz, en Savoie, un sauvetage de grande ampleur. La 3SI est assez rapidement sollicitée. Quarante-trois sauveteurs de l’association ainsi que huit pompiers, deux CRS, un gendarme et un médecin ont participé aux huit jours de sauvetage. Les premiers engagés sont les artificiers, il faut élargir le méandre et transformer 400 mètres de galeries étroites en tunnel assez large pour le passage de la civière. Une équipe logistique de la 3SI installe et tient le poste de commandement avancé de nuit, permettant d’accueillir dans une chaleur toute relative les sauveteurs sortant de la cavité. C'est le docteur France Rocourt qui gère l'évacuation du blessé au cours de laquelle, un sauveteur est victime d'une entorse cervicale. Il sera évacué en brancard.
C’est au cours de l'assemblée générale de janvier 2001 que l’association vote de nouveaux statuts, enregistrés en préfecture en février. Plusieurs nouveautés d’importance figurent dans cette nouvelle mouture. Tout d’abord, le changement de nom, la Société Spéléo secours Isère devient le Spéléo secours Isère, l'acronyme reste SSSI ou 3SI. Le terme de société disparaît, car il donnait une connotation commerciale à l’association. La nouvelle dénomination est ainsi plus proche de celle de la structure nationale. La préfecture devient le siège de l’association. Les ressortissants étrangers deviennent éligibles au conseil d’administration. Enfin l’association se rapproche des structures fédérales : le président du comité départemental devient membre de droit du conseil d’administration et le président du Spéléo secours français est membre de droit de l’association.
Entre fin 1999 et 2001, la 3SI intervient sur deux opérations seulement. Mais 2002 met un terme à ce calme relatif par un secours qui a marqué les esprits de par le nombre et la jeunesse des victimes. Le 23 mai 2002, Thierry Larribe, conseiller technique adjoint, reçoit une alerte indiquant qu'un groupe de vingt-deux enfants et trois adultes est bloqué par une crue dans la partie touristique des Cuves de Sassenage. Un important dispositif est mis en place et permet de sortir tous les membres du groupe sains et saufs. Cinquante sauveteurs, tous corps confondus, sont engagés sur l'opération,.
Cette même année, la 3SI est frappée par la disparition de deux personnes qui tenaient ou avaient tenu des places prépondérantes dans l’association. C’est d’abord Olivier Kergomard qui disparaît accidentellement le 17 août. C’est lui qui, avec France Rocourt, avait été un précurseur de la médicalisation des secours spéléologiques. Alors qu’il encadrait des clients dans la partie haute du canyon des Ecouges, il a été victime d’une chute de plusieurs dizaines de mètres. Le 6 décembre 2002, Christine Leroch, conseiller technique adjoint, est victime d’un accident de la circulation à Lans-en-Vercors.
Le 31 mai 2003, Fernand Petzl, membre fondateur de l’association, disparaît à l’âge de 90 ans. Il laisse derrière lui d’immenses découvertes tant sur le plan spéléologique que technique. Il laisse aussi une entreprise mondialement reconnue.
Entre 2002 et 2005, ce sont neuf opérations qui ont nécessité l'engagement de la 3SI, dont deux hors du département. En janvier 2005, un nouveau plan de secours est signé par le préfet de l’Isère. Il prévoit un changement de taille : le commandant des opérations de secours (COS) est désormais un officier de sapeur-pompier et non plus le conseiller technique comme le prévoyait le plan de 1996. Le conseiller technique demeure le chef des opérations souterraines.
En juin 2005, la 3SI est mobilisée pour un spéléologue parisien qui a fait une chute mortelle sur corde dans un grand puits au scialet du Pot 2 dans le Vercors. Vingt-neuf sauveteurs des différents acteurs du secours spéléo interviennent.
En 2006, le Spéléo secours français obtient l’agrément sécurité civile par le ministère de l’Intérieur, sa déclinaison départementale, la 3SI aussi par la même occasion.
Depuis de nombreuses années, les dirigeants de la 3SI sont persuadés que dans le cas de blessés graves sous terre, c’est l’hôpital qui doit se rapprocher de la victime plutôt que l’inverse. Olivier Kergomard et France Rocourt sont à l’origine de cette stratégie soutenue dès le début par Fernand Petzl et Albert Oyhançabal, entre autres. L’arrivée sur le marché d’équipements médicaux perfectionnés et portables rendent désormais les choses possibles. Dès lors, France Rocourt demande à intégrer une dimension médicale plus importante dans les entraînements de la 3SI. C’est ainsi qu’en 2007, 2008 et 2009 ont lieu trois exercices ayant pour thème la médicalisation des victimes. Tout d’abord en 2007 au gouffre du Gampaloup où le but est d’évacuer une victime sous respirateur. En 2008, au scialet du Trisou, une échographie du blessé est effectuée à la cote −90 m sous terre. Enfin une victime ventilée est évacuée lors d'un exercice d'ampleur à la grotte de Gournier.
Et c’est précisément au scialet du Trisou qu'a lieu une opération de sauvetage médicalisée le 19 octobre 2008, pour porter secours à un spéléologue isérois, victime d'une chute de 15 m. Il est rapidement médicalisé et évacué vers le CHU de Grenoble.
Thierry Larribe devient conseiller technique départemental en janvier 2009.
Le 15 octobre 2010, la 3SI fête les quarante ans de sa création dans les locaux de l'entreprise Petzl à Crolles. À cette occasion, la médaille de chevalier dans l'ordre national du Mérite est remise à France Rocourt.
Depuis 2009, les sauveteurs de l'association ont été sollicités à 25 reprises dont une fois en canyon. Quatre opérations retiennent particulièrement l'attention.
Le 5 mai 2009, deux artificiers sont engagés en renfort des secouristes du PGHM pour dégager le corps d'un jeune homme pratiquant le canyonisme et bloqué sous des blocs dans les cascades des Ecouges. Le site sera sécurisé par la suite lors d'une session de formation d'artificiers organisée par la 3SI.
Le 21 septembre 2012, un spéléologue isérois décède dans le gouffre Motus, situé près du col de la Charmette en Chartreuse. À la demande du préfet, l'opération est arrêtée dès la confirmation du décès au motif que la cavité est trop étroite et ébouleuse. Devant cette décision et ne pouvant pas décemment laisser le corps au fond de la cavité, les membres de la 3SI décident de mettre les puits et les galeries au gabarit bénévolement et à leur frais. Ils sont épaulés par les sauveteurs professionnels venus sur leur temps libre. Le corps est rendu à la famille le 3 octobre 2012. Cette évacuation a été menée par 45 sauveteurs de la 3SI, du GRIMP, de la CRS Alpes et du PGHM. Des sauveteurs ardéchois sont venus en renfort.
En 2013 et 2016, le gouffre Berger connaît deux opérations similaires. Les deux victimes souffrent d'une luxation de l'épaule résultant d'une glissade au même endroit, à la cote -640. Il faudra à chaque fois une quarantaine de sauveteurs pour les sortir de ce mauvais pas,.
Le 21 juillet 2014, les Cuves de Sassenage sont à nouveau le théâtre d'une crue qui bloque un groupe de huit spéléologues durant 24 heures. Un important dispositif est déployé. Ils sortent tous sains et saufs le lendemain,,,.
Le 27 février 2015 Bernard Cazeneuve, ministre de l’Intérieur, décerne la médaille de la sécurité intérieure à Thierry Larribe, Laurent Minelli et François Landry, conseiller technique départemental et conseillers techniques adjoints. Cette médaille est remise à l'occasion des cérémonies du 14 Juillet 2015.
Le 9 février 2017, Albert Oyhançabal décède à son domicile, à l'âge de 84 ans. Ces obsèques ont lieu le 14 février, en présence de nombreux spéléologues. Le 15 avril décès d'une personne faisant partie d'un groupe effectuant la traversée trou du Glaz-grotte Chevalier. Le 7 aout évacuation d'un blessé depuis −250 m au gouffre Berger à la suite d'une luxation d'épaule à −400 m. Au Cuves de Sassenage intervention pour un groupe bloqué par une crue le 11 aout 2017.
En 2018, une seule opération de sauvetage a lieu au gouffre du Grand Glacier en Chartreuse. Une équipe de médecins et plongeurs est aussi mise en préalerte pour participer aux opérations de secours de la grotte de Tham Luang.
Au cours de l'année 2019, les membres de la 3SI participent à sept sauvetages dont un au gouffre Berger pour rechercher un jeune spéléologue disparu. Le sauvetage qui débuta le 24 juillet, dura 40 heures. près de cent-quarante secouristes ont été engagés pour la partie souterraine de l'opération. Ils étaient issus des rangs de la 3SI, du Spéléo secours français de toute la région Rhône-Alpes, du SAMU 38, de l'Adrasec 38, de la CRS Alpes, des SDIS 38 et 07 et du PGHM. Le jeune spéléologue blessé légèrement et perdu a été retrouvé et évacué,.

## Activités

### Les sauvetages

#### Les missions du conseiller technique départemental en spéléologie (CTDS) et de ses adjoints (CTDSA)
À la réception de l’alerte, au moyen de la conférence à trois, le CTDS et l’officier supérieur d’astreinte départemental du SDIS analysent la situation et proposent, si nécessaire, le déclenchement du plan de secours au préfet. Dès le déclenchement, le CTDS assure sa mission de conseil du préfet.
En cas de nécessité d’engagement de la 3SI, le CTDS communique au préfet, après concertation avec le commandant des opérations de secours (COS), officier des sapeurs-pompiers, la composition de l’équipe des spéléologues qu’il propose de mobiliser afin que le préfet puisse les requérir pour l’opération de secours.
À la fin des opérations de secours, le CTDS rédige un compte rendu de sa mission.
Lors d'un sauvetage, le CTDS, chef des opérations souterraines, assure la conduite de l’opération souterraine sous l’autorité du COS. Il est chargé de l’assistance opérationnelle de ce dernier. Il fixe la tactique, prévoit et organise les équipes d’interventions souterraines et les moyens de transmissions entre équipes souterraines et le poste de commandement avancé. Il assure la gestion du personnel et du matériel à engager ou engagés sous terre. Il rend compte au COS de la situation, lui propose des stratégies et fait part de ses besoins pour le bon déroulement de l'opération sur les renforts nécessaires ou l’usage d’explosifs.

#### Les sauveteurs
Les spéléologues intervenant sous terre le font dans le cadre fixé par le CTDS. Ils participent aux recherches ou à l'évacuation de la victime en veillant à leur propre sécurité et à celle de la victime. Ils partent avec une mission à remplir dans un milieu où les communications sont difficiles. Dès lors, les spéléologues doivent être autonomes pour mener à bien leur mission et l’adapter en fonction des circonstances rencontrées. Ils sont intégrés dans une équipe et rendent compte à la hiérarchie de commandement.
Le coût annuel moyen pour la formation et l'intervention d'un sauveteur de la 3SI est de 55 euros. La faiblesse de ce montant s'explique par le fait qu'il s'équipe à ses frais et qu'en dehors de l'activité opérationnelle son coût pour la société est quasi nul.

#### Les chiffres (à jour au20 février 2017)
Depuis sa création en juillet 1970, les secouristes de la 3SI sont intervenus sur 159 opérations de secours dont 33 fois en dehors de l’Isère. Une opération n’était pas d’ordre spéléologique (un décès dans un canyon). Cela représente 373 victimes, dont 25 décédées et implique 2 742 sauveteurs engagés par la 3SI, toutes origines confondues (1 779 spéléologues de la Fédération française de spéléologie (FFS), 456 sapeurs-pompiers, 200 gendarmes du PGHM et du GSGN et 307 CRS).

### La commission technique
La 3SI est dotée d'une commission technique chargée d'améliorer les techniques existantes et de mettre au point des dispositifs innovants. Elle a mis au point notamment les répartiteurs sur anneaux et un dispositif destiné à faire flotter le brancard. Elle a participé aussi à la création du Système technique d'équilibrage facile (STEF), en lien avec la société Petzl et le Spéléo secours français de la Drôme. Le dispositif est aujourd'hui fabriqué et commercialisé par la société Petzl, il permet de passer le brancard de position horizontale à verticale et inversement, lors de la remontée.

### Les communications sous terre

Système Nicola, système de transmission par le sol.

Jusqu'en 1988, lors d'une opération de secours, des messages écrits sont transportés par des estafettes, sauveteurs parcourant à pied la distance entre deux points. Cette méthode a un inconvénient majeur : le temps écoulé entre la rédaction du message et son arrivée au destinataire, rendait souvent l'information obsolète. À la suite du secours de 1996 au gouffre Berger, le compagnon de la jeune femme décédée créée une fondation de droit anglo-saxon dont le but est d'améliorer la sécurité au gouffre Berger. Trois Britanniques, Graham Naylor, Paul Rice et Paul Mackrill, membres de la 3SI et tous domiciliés en Isère, proposent de faire financer par cette fondation le développement d'un appareil de transmission par le sol utilisant les courants telluriques et permettant de passer des messages vocaux entre l'intérieur de la cavité et la surface. Cette méthode a déjà été utilisée pendant la Première Guerre mondiale pour communiquer entre les tranchées franco-anglaises. La fondation donne son accord. L'association Nicola, du nom de la jeune personne décédée au gouffre Berger en 1996, relais en France de la fondation est créée. Le développement de cette technique s'appuie sur la 3SI, l'association Nicola et les membres de l’Adrasec 38 dont Jean-Jacques Fauchez. La 3SI a été très active sur ces recherches en participant aux essais sur le terrain. En 1998, une première campagne d'essais fructueux a été organisée sur le réseau de la dent de Crolles. Compte tenu des multiples avantages du système Nicola (faible encombrement, facilité de pose), il est rapidement adopté en Isère. La réactivité du poste de commandement a ainsi été grandement facilitée. Le déploiement du système Nicola sur le terrain, lors d'une opération de secours, s'effectue en partenariat avec l'Adrasec 38.
La 3SI utilise aussi un moyen de communication filaire, basé sur une paire de fils de petite section et des postes SPL05 développés par le Spéléo secours français.

### La prévention
La 3SI est très active en matière de prévention des accidents en spéléologie.
Dans le cadre des stages qu'elle organise, les techniques d'auto-secours sont enseignées. Les stagiaires apprennent ainsi comment remplacer un équipement détérioré ou perdu. Ils voient aussi comment faire face à une situation d'urgence. La confection d'un point chaud (tente confectionnée à partir de couvertures de survie et chauffée) est aussi enseignée.
En 2009, à la suite de l'accident survenu dans le canyon des Ecouges où un jeune pratiquant trouve la mort dans un passage siphonnant entre des blocs, les artificiers de la 3SI en lien avec les unités de secours en montagne et le GRIMP pulvérisent les blocs en question et sécurisent la zone.
À partir de 2014, pour faire suite aux nombreuses alertes pour des groupes en retard dans le réseau de la dent de Crolles, la 3SI met en ligne sur son site internet, des fiches décrivant les principaux parcours en traversée. Ces fiches ont été téléchargées près de 10 000 reprises. Depuis, le nombre d'alertes a sensiblement diminué.

### Les relations avec les autres intervenants dans le secours spéléologique
Le secours spéléologiques repose sur plusieurs intervenants d'origines diverses. Étant au cœur du dispositif, la 3SI s'attache à entretenir d'étroites relations avec chacun. Le PGHM de l'Isère, la CRS Alpes, le GRIMP 38 ainsi que l'Adrasec sont représentés au conseil d'administration de l'association. Les membres des unités professionnelles de secours participent gratuitement aux stages organisés par l'association.

### La gestion du matériel
La 3SI possède un lot de matériel permettant de former les sauveteurs et d'intervenir en opération.
Ce matériel est géré selon la norme régissant les équipements de protection individuelle (EPI).

## Administration et moyens

### Le conseil d'administration et le bureau
Chaque année, lors de l'assemblée générale, les membres de l'association élisent un conseil d'administration. En son sein, sont désignés : un président, un secrétaire et un trésorier ainsi que leurs adjoints. Le conseil d'administration se réunit quatre fois par an, c'est alors que sont arrêtées les grandes orientations de l'association. Les conseillers techniques sont membres de droit du conseil d'administration.

### Les conseillers techniques
Membres de l'association, validés par la communauté des spéléologues du départements à l'assemblée générale de l’association et du comité départemental de spéléologie, les conseillers techniques sont nommés par le préfet sur proposition du Spéléo secours français. Actuellement, sont nommés un conseiller technique départemental et six adjoints. Ils sont tous susceptibles de diriger une opération de sauvetage. Tout au long de l'année, ils assurent les fonctions de cadres techniques ou administratifs et sont très impliqués dans les activités de l'association.

### Les moyens humains
Au 20 février 2017, l'association compte 539 membres dont 326 actifs. Cinquante-trois femmes font partie de cette dernière catégorie. La gestion de cet effectif est réalisée à partir d'une base informatique crée localement par François de Felix et déclinée ensuite au niveau national.
| Conseillers techniques départementaux                                                                     | Conseillers techniques adjoints | Conseillers techniques adjoints |
| --- | --- | --- |
| Fernand Petzl (1972-1980) Albert Oyhançabal (1980-1998) Alain Maurice (1998-2008) Thierry Larribe (2009-) | Albert Oyhancabal (1972-1980) Jérôme Dubois (1972-1978) Henri Rossetti (1979-1985) Baudouin Lismonde (1979-1981) Philippe Moignet (1981-1986) Pierre Garcin (1982-1983) Claude Albertini (1983-1984) France Rocourt (1983-) Guy Brabant (1984-1989) Frédéric Poggia (1985-1996) Patrice Gory (1987) Jean Paul Barrière (1988-1997) | Luc Sauvajon (1990-1997) Jean François Siégel (1997-1998) Alain Caullireau (1998-2000) Alain Maurice (2009-2010) Thierry Larribe (1998-2008) Christine Leroch (1998-2002) Éric Sanson (1998-) Laurent (Enzo) Minelli (2001-2015) François Landry (2009-2015) Lionel Revil (2009-) François de Felix (2011-) Tristan Godet (2015-) Élise Dubouis (2015-) |

#### Liste des présidents de l'association
- Fernand Petzl (1970-1974)
- Albert Oyhançabal (1975-1981)
- Philippe Moignet (1981-1985)
- Guy Brabant (1986-1988)
- Albert Oyhançabal (1989-1995)
- France Rocourt (1996-1997)
- Thierry Larribe (1998-2005)
- Laurent (Enzo) Minelli (2006-2010)
- François de Felix (2011-2013)
- Élise Dubouis (2014-2018)
- Tristan Godet (2019-)

### Le financement de l'association
La 3SI perçoit des subventions du Conseil départemental, du Cente National de développement du sport (CNDS). Elle reçoit aussi des dons de la part des sauveteurs et du public.
| Année | CG/CD   | CNDS    |
| ----- | ------- | ------- |
| 2011  | 6 300 € | 6 500 € |
| 2012  | 6 800 € | 2 000 € |
| 2013  | 6 000 € | 3 300 € |
| 2014  | 5 035 € | 2 600 € |
| 2015  | 8 000 € | 1 500 € |
| 2016  | 8 000 € | 2 000 € |

## Les intervenants du secours spéléologique dans le département de l'Isère

### Le préfet et la préfecture
La préfecture ne fournit évidemment aucun sauveteur, néanmoins, elle tient une place centrale dans le dispositif lors d’une opération de secours mais aussi avant et après. Les services préfectoraux, et en particulier le SIACEDPC (service interministériel des Affaires civiles et économiques de défense et de protection civile), élaborent le plan de secours spécialisé qui concerne le milieu souterrain. Ils s’appuient pour cela sur les différents textes législatifs en vigueur, en particulier la fameuse loi dite « de modernisation de la sécurité civile » de 2004, mais aussi sur la convention nationale signée entre la Fédération française de spéléologie (FFS) et le ministère de l’Intérieur en 2014. Les différents acteurs du secours spéléologique sont aussi consultés. Le préfet signe le document et le publie.
Le déclenchement du plan de secours relève de la compétence d’un membre du corps préfectoral (préfet ou sous-préfet). Il le fait après avis du conseiller technique et en liaison avec un officier supérieur d’astreinte des sapeurs pompiers. Dans la plupart des cas, il en reste là, tout en étant régulièrement informé du déroulement de l’opération. Pour les opérations d’ampleur ou très médiatisées (Berger 1996 ou Cuves de Sassenage 2002), un membre du corps préfectoral se déplace et prend son rôle de directeur des opérations de secours (DOS) sur le terrain. Il ne vient pas seul en général. Le service de presse de la préfecture l’accompagne, car il faut gérer les médias, c’est-à-dire regrouper les journalistes dans un même lieu, préparer des communiqués ou des conférences de presse.

### Les associatifs

#### L'Adrasec 38
L'Adrasec 38 a très tôt collaboré avec la 3SI. Ce partenariat existe tant pour les opérations de sauvetage et les exercices que pour les essais sur le terrain des appareils de transmission (système Nicola) destinés au secours en site souterrain.

#### La Croix-Rouge
La Croix-Rouge française intervient donc en appui des organismes d’État sur toutes les opérations d’ampleur et apporte son expertise en matière de secours à personne et de logistique.
C’est donc tout naturellement que l’organisation est partie prenante dans les grosses opérations de secours et exercices spéléologiques.

### Les unités de secours professionnelles

#### PGHM – GSGN
Le peloton de gendarmerie de haute montagne de Grenoble (PGHM) a été créé en 1961, deux ans après celui de Chamonix. Très rapidement et très logiquement, le GGHM (appellation de l’époque) participe, au même titre que les autres organismes montagnards, au secours en spéléologie. Les techniques et le matériel restent assez proches et les volontaires pour se pendre aux cordes et aux échelles sous terre ne sont pas légion. Au début, les gendarmes du GGHM ne se bousculent pas pour arpenter les « trous à rats » (dixit Georges Claudel, major à la retraite). Pourtant, c’est tout naturellement et aussi officiellement (côté judiciaire oblige) que les hommes de l’adjudant Charles Aujerot, un ami proche de Fernand Petzl, se portent au secours des sinistrés du monde souterrain. La Société dauphinoise de secours en montagne agit également. Ainsi les gendarmes montagnards découvrent le monde souterrain au gré de missions de secours ou judiciaires. C’est en 1970, que les gendarmes de Grenoble sont officiellement désignés « spéléologues ». Cette activité au sein du GGHM durera six années jusqu’à ce secours au scialet de la Fromagère en 1975 où la remontée des corps de deux victimes prendra trois semaines. Face aux difficultés rencontrées et aux manque de moyens, la gendarmerie retire le matériel du groupe et met la spéléologie en sommeil au profit du groupe d’Oloron-Sainte-Marie (Pyrénées-Atlantiques).
En 1997, à la suite du secours au gouffre Berger l'année précédente et avec le soutien du colonel Georgis, commandant du groupement de l'Isère, une note de service de la direction générale de la gendarmerie nationale officialise la création du groupe des spéléologues de la gendarmerie nationale (GSGN) en Isère au sein du peloton de gendarmerie de haute montagne de Grenoble (PGHM) et permet ainsi aux gendarmes de l’Isère d'effectuer des constatations judiciaires sous terre, sur une compétence territoriale étendue, et de participer aux opérations de secours,.

#### CRS Alpes
En 1957 est créée la section montagne de la CRS no 47 de Grenoble. À l’époque les CRS de Grenoble sont présents comme forces d’appoint lors d’opérations de secours avec la Société dauphinoise de secours en montagne et tout naturellement ils participent avec leurs faibles moyens à quelques secours spéléologiques. C’est alors qu’historiquement et techniquement des liens étroits se sont tissés avec les spéléologues de l’Isère et la future SSSI.
Le premier secours d’importance réalisé par les CRS remonte au 26 novembre 1965 aux Cuves de Sassenage au profit d’une classe de quatorze élèves, dont un blessé, bloquée par une montée des eaux au niveau de la galerie des Enfers.

#### Service départemental d'incendie et de secoursde l'Isère (SDIS 38) dont le GRIMP
Les sapeurs-pompiers de l’Isère interviennent à plusieurs niveaux dans le dispositif du secours spéléologique. En premier lieu, ce sont eux qui traitent l’alerte et commandent l’opération de secours dans son ensemble. Que l’alerte arrive directement à un conseiller technique ou par un numéro comme le 112, c’est dans tous les cas le CODIS (centre opérationnel départemental d'incendie et de secours) qui va la centraliser et la transmettre à tous les services concernés. Ensuite, une fois l’opération de secours démarrée, les pompiers vont intervenir à plusieurs titres : ils seront responsables du commandement de l’opération de secours en armant un poste de commandement de terrain et gèrent également toute la logistique de surface et les personnels du groupe de reconnaissance et d'intervention en milieu périlleux (GRIMP) ayant la spécialité ISS (intervention en site souterrain) interviendront sous terre aux côtés des autres spéléologues pour porter secours à la victime.

#### La base hélicoptère de lasécurité civile
La base de Grenoble existe depuis 1957 et elle se situe à l’aérodrome du Versoud depuis 1968. D’abord équipée de la célèbre Alouette II puis Alouette III, pendant une quarantaine d’années, l’unité possède aujourd’hui un appareil moderne EC 145 équipé de biturbines (deux pendant les pics saisonniers hivers et été, le second étant basé à l'Alpe d’Huez).
La base est très impliquée dans le secours en montagne. Ces hélicoptères sont le principal vecteur des sauveteurs et de l’acheminement des victimes sur l’hôpital. Le treuillage facilite grandement l’acheminement et le travail des sauveteurs. C’est donc tout naturellement qu’elle participe de manière très active au secours spéléologique et ce depuis de nombreuses années.

#### LeSAMU38
Durant la fin des années 1960, la prise en charge des blessés et malades se réalisait à l’aide de bénévoles membres d’associations de secourisme : les ambulances de la Fédération nationale de secourisme (FNS) pilotées par des secouristes sillonnaient la ville en compagnie de police secours. À la fin de cette décennie, le professeur Paul Stieglitz, montagnard averti, arrive de Paris pour s’installer à Grenoble : ce sont les débuts de la croissance du département d’anesthésie-réanimation. Peu après, en 1969 naît le GMUR : Groupe mobile d’urgence et réanimation. Au démarrage, les associations de secourisme installent leurs ambulances au CHU de Grenoble et continuent à assurer les secours mais cette fois, ils sont accompagnés de jeunes médecins. La médicalisation des secours est enclenchée. Petit à petit, les secouristes laissent la place aux ambulanciers professionnels. Tous les ingrédients sont prêts et, dès la naissance du Spéléo secours Isère, le SAMU participe activement au secours spéléo dès que le besoin se fait sentir.

#### Le délégué militaire départemental et les forces armées
Par deux fois, l'engagement de militaires a été nécessaire lors d'opérations de sauvetage spéléologiques en Isère. En 1987, lors des recherches entreprises en surface pour retrouver le jeune Britannique disparu lors d'une expédition au gouffre Berger. Une compagnie de chasseurs alpins a fouillé les secteurs de la Molière et du Sornin. En 1996, lors de l'opération au gouffre Berger, l'armée a mis à disposition du conseiller technique, commandant des opérations de secours, tentes, lits, véhicules, porteurs et citernes.
Ces engagements ont été réalisés par l'intermédiaire du délégué militaire départemental de l'Isère.

#### Galerie

«Cavités citées dans les opérations de secours»
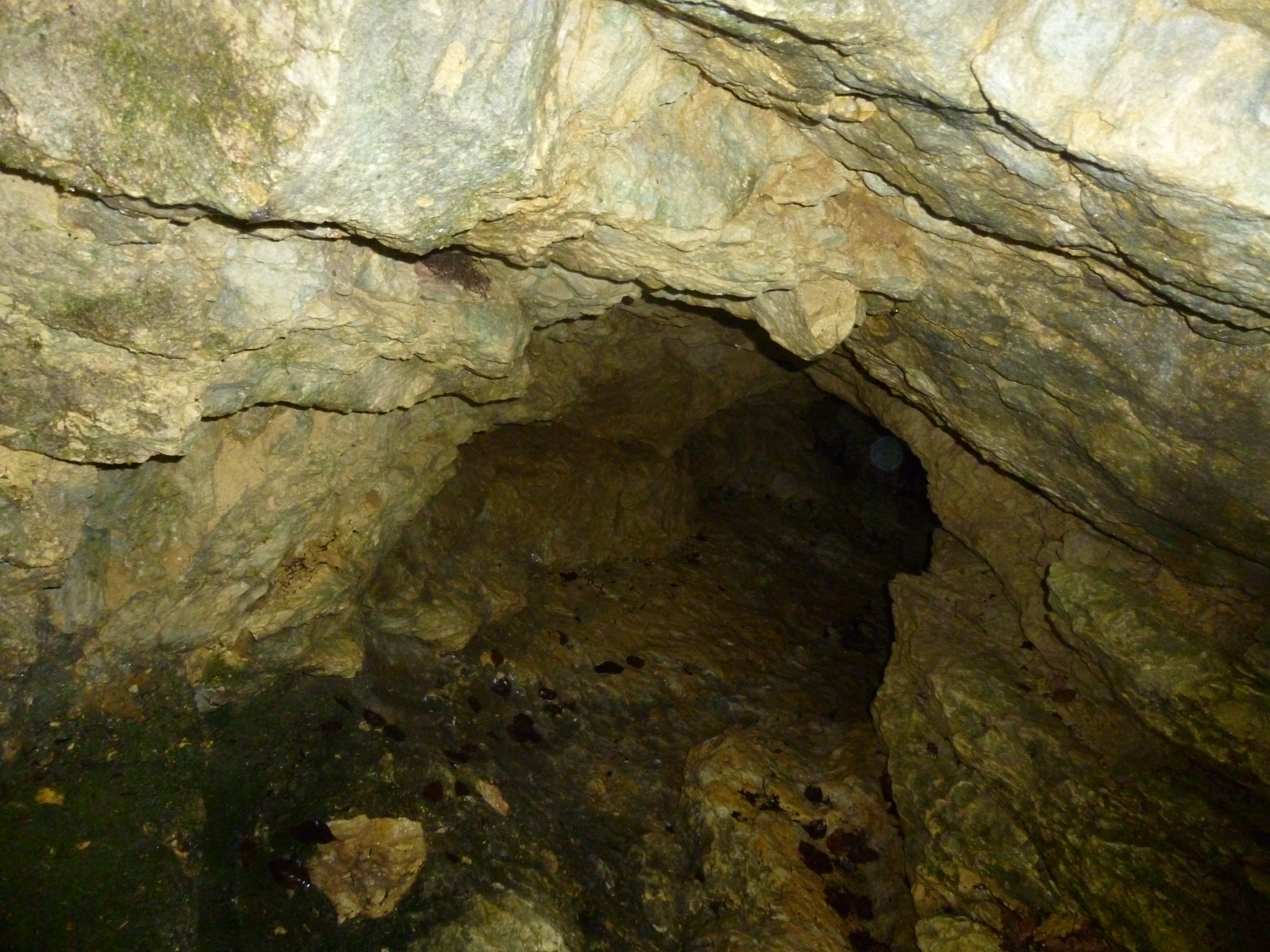
Entrée des Saints de Glace du réseau du Trou qui souffle.
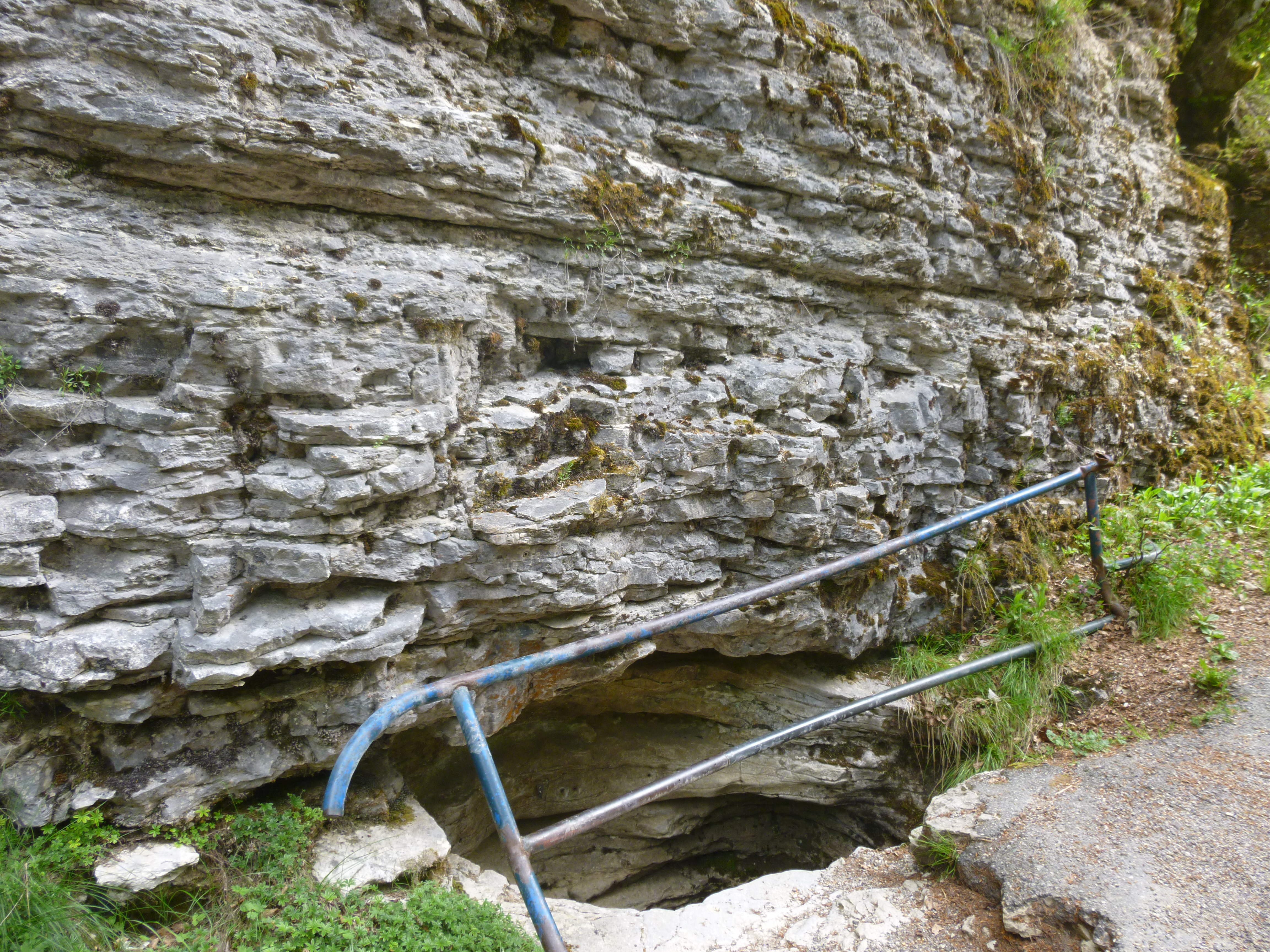
Entrée historique du Trou qui souffle située au bord de la route forestière.
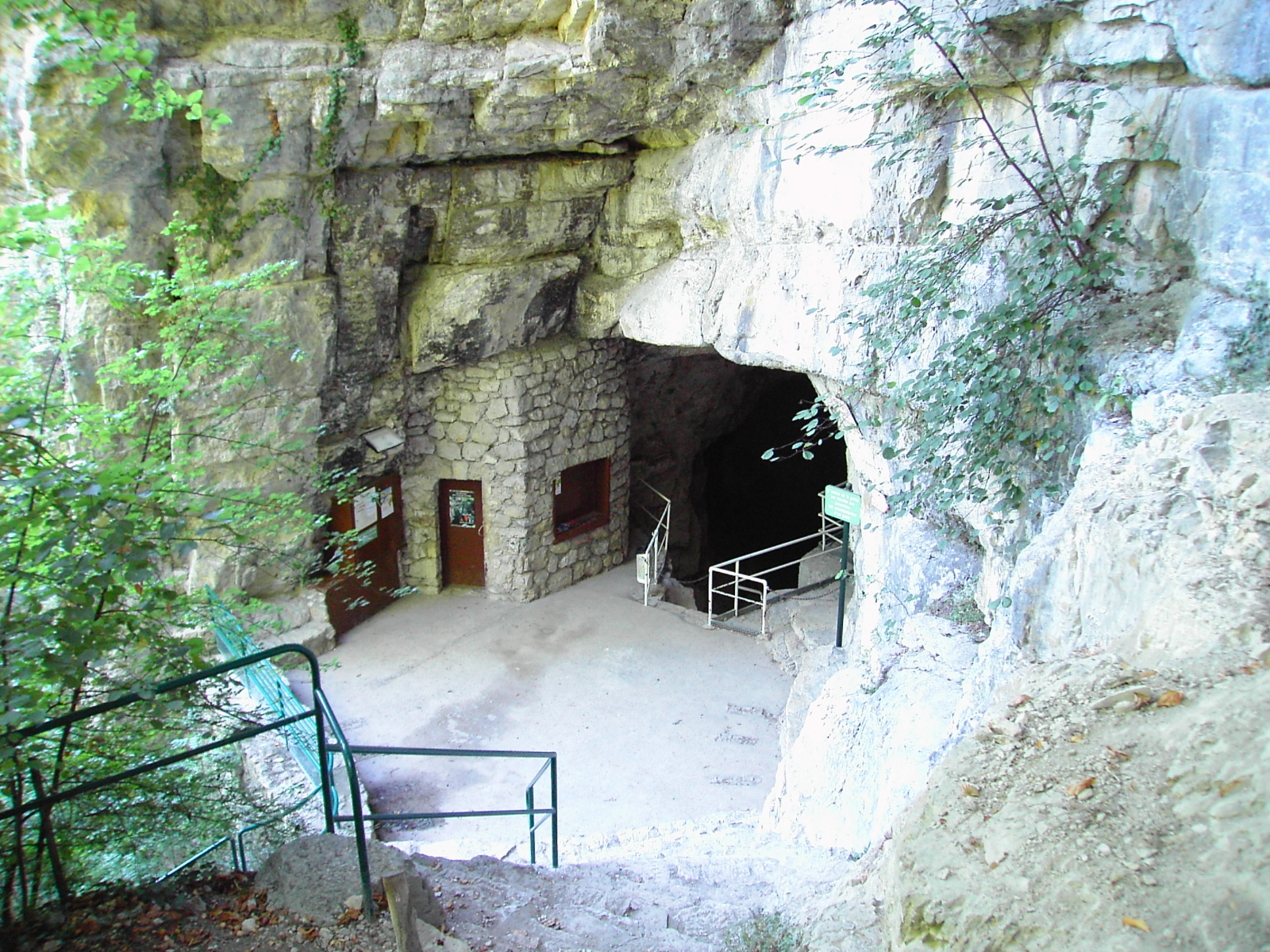
Entrée des Cuves de Sassenage.
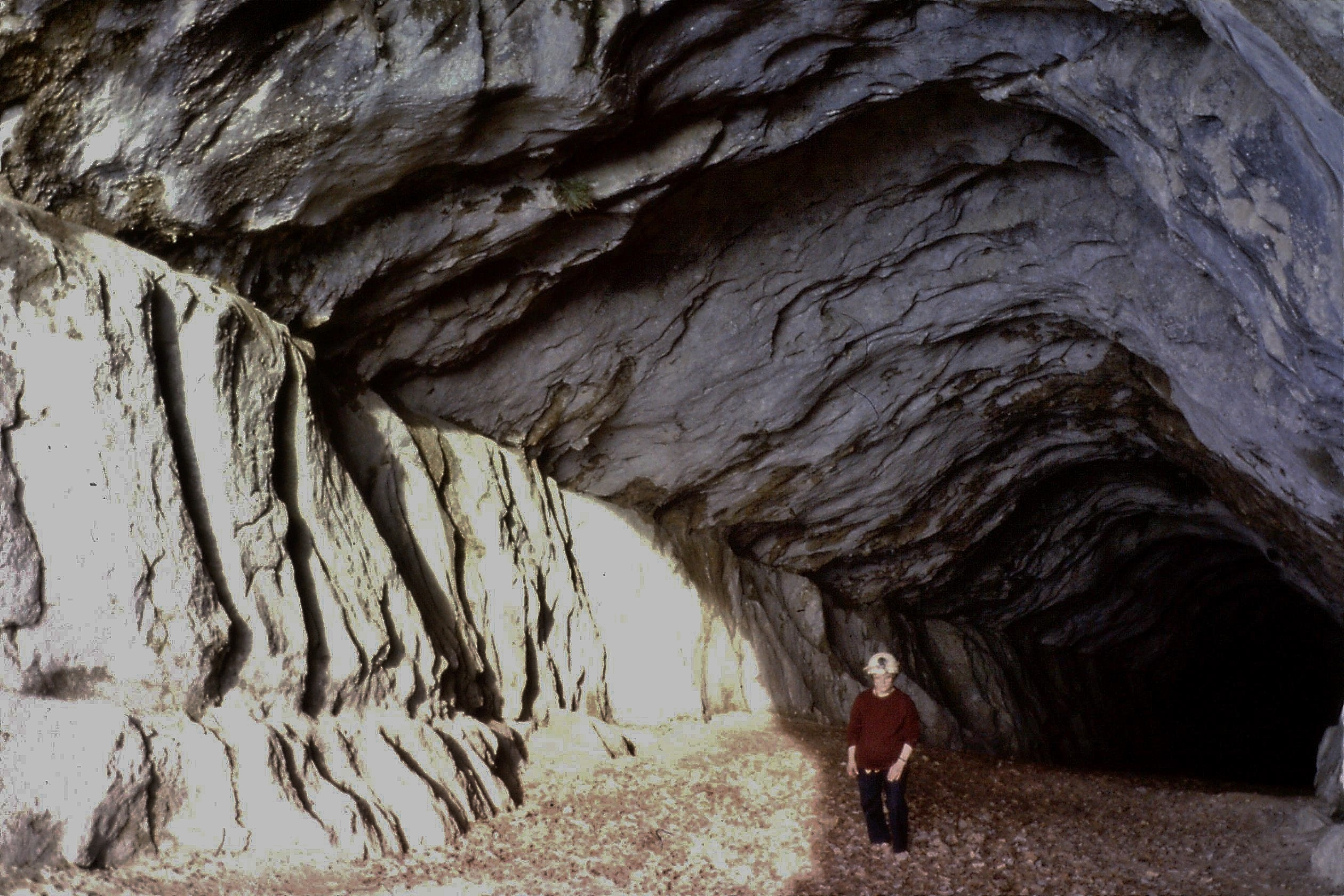
Tube d'entrée de la grotte Favot.
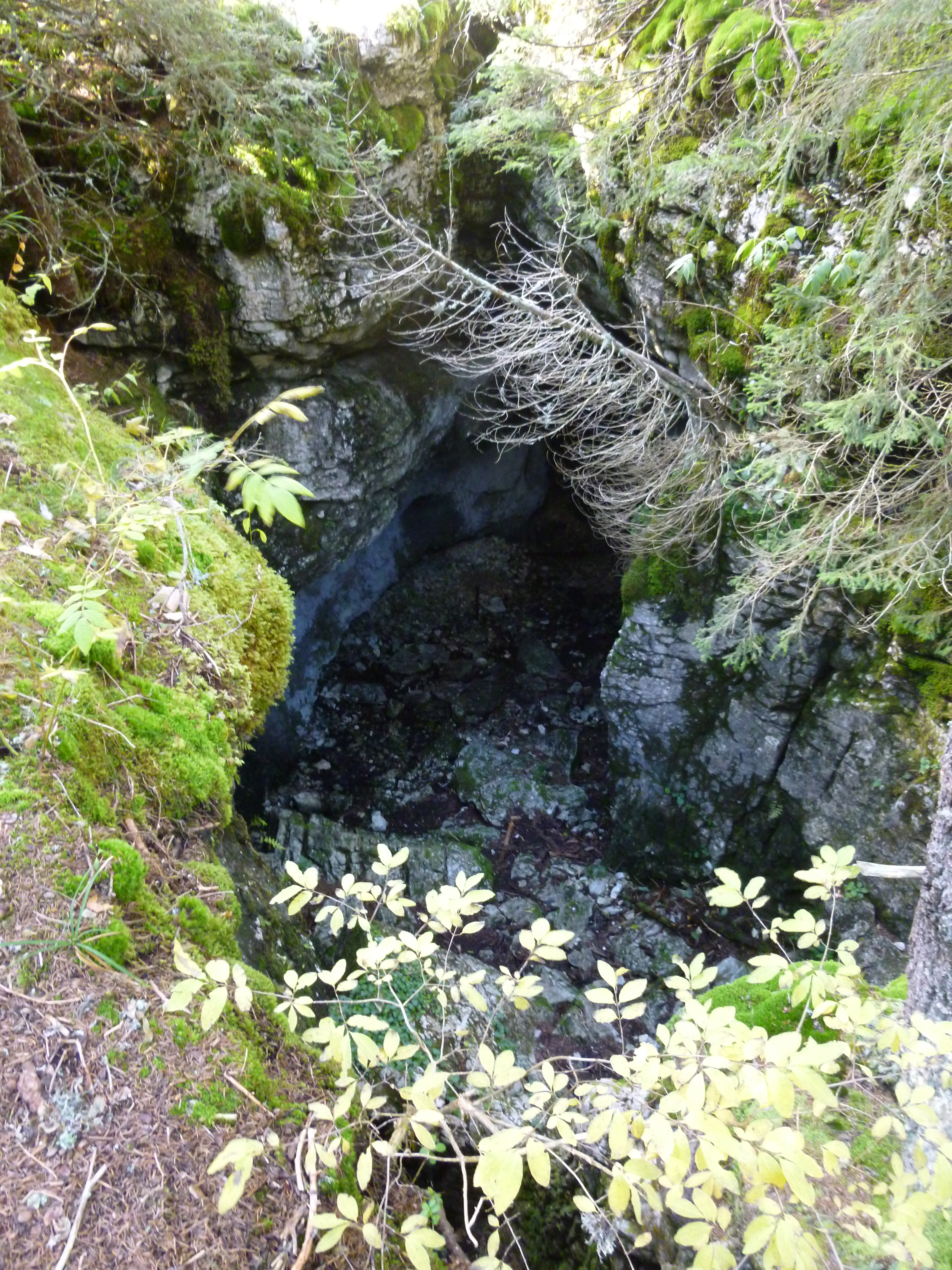
Gouffre de la Fromagère.
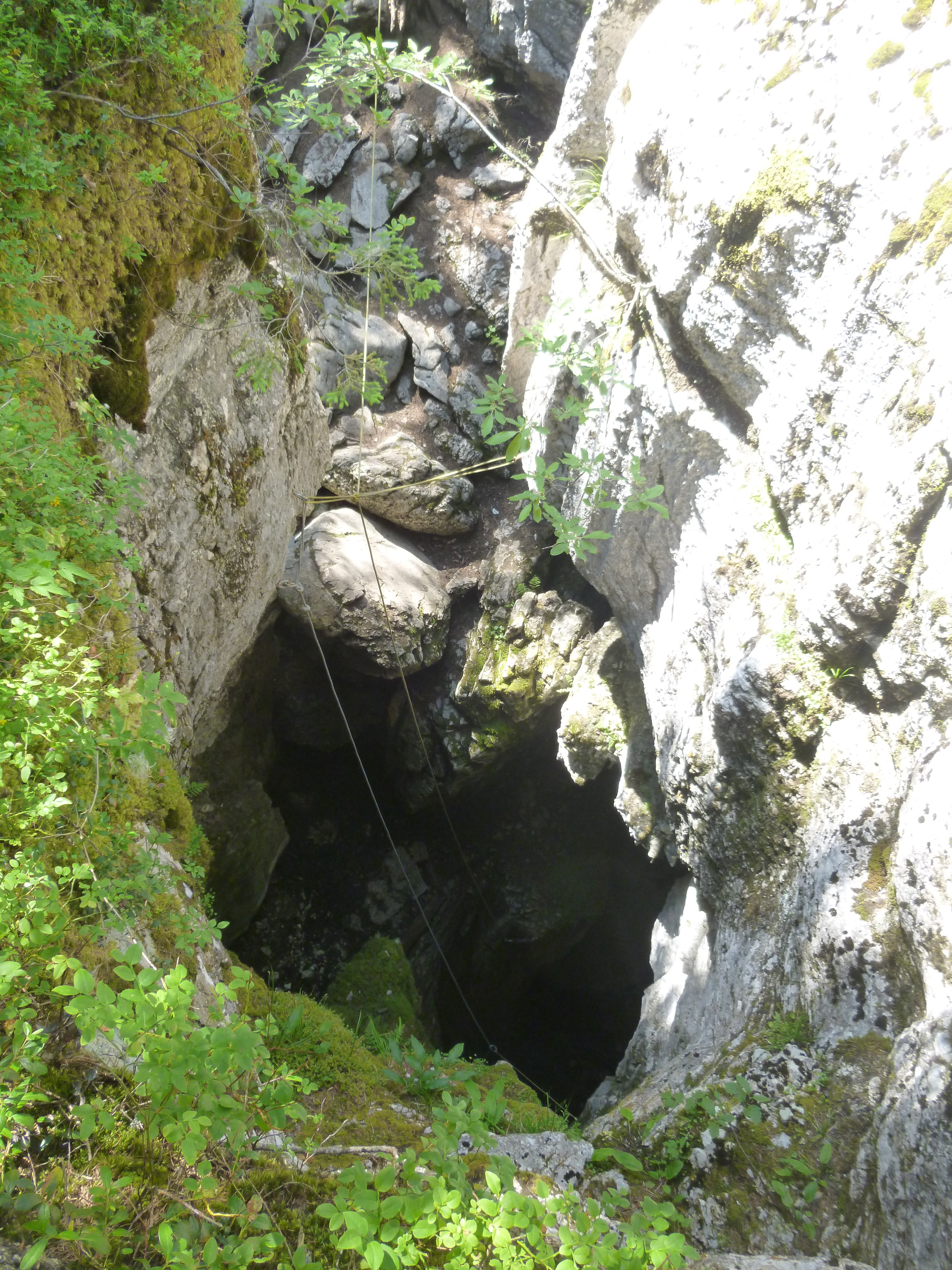
Gouffre Berger,deuxième cavité de l'Isère pour le nombre d'intervention.
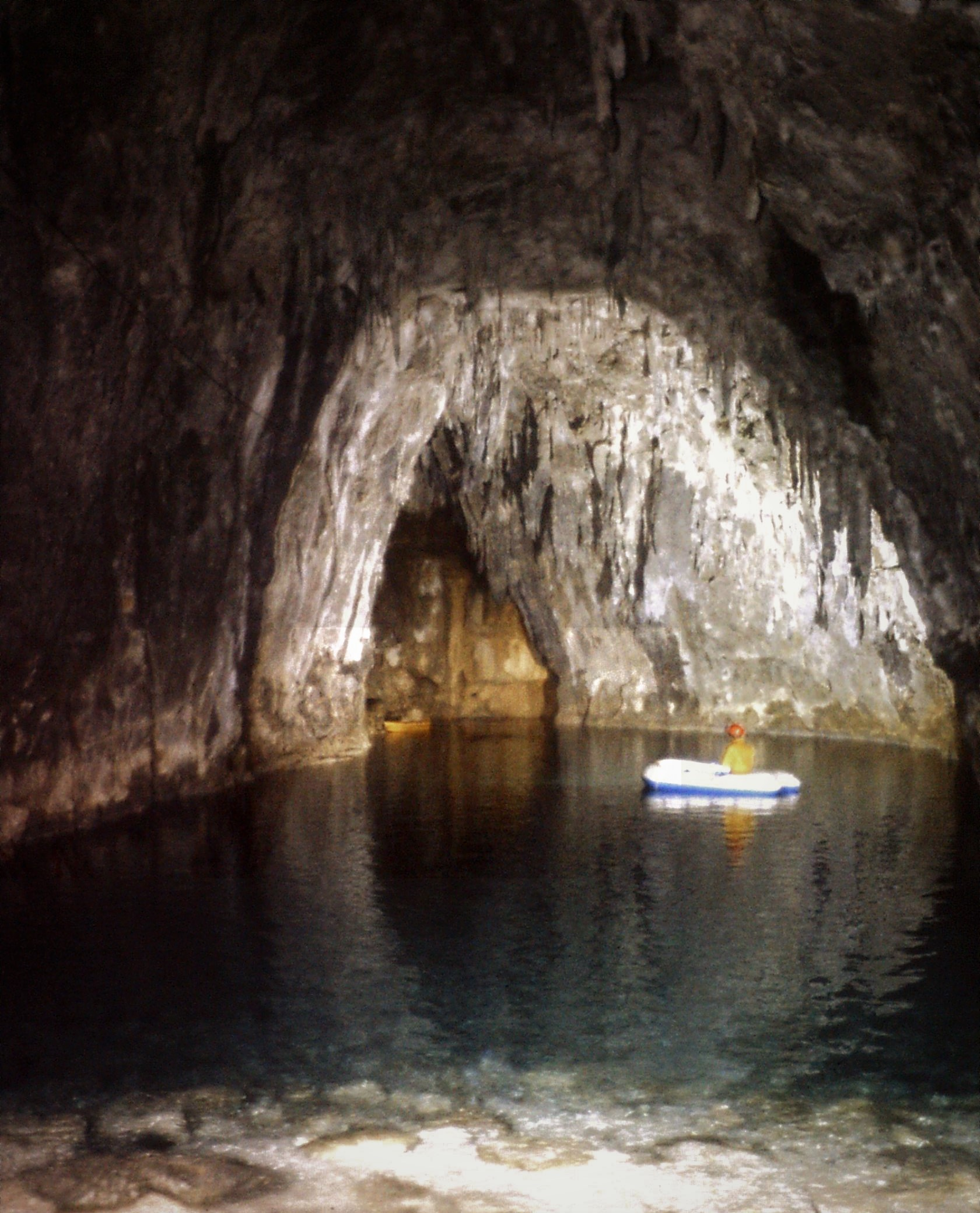
Lac d'entrée de la grotte de Gournier.
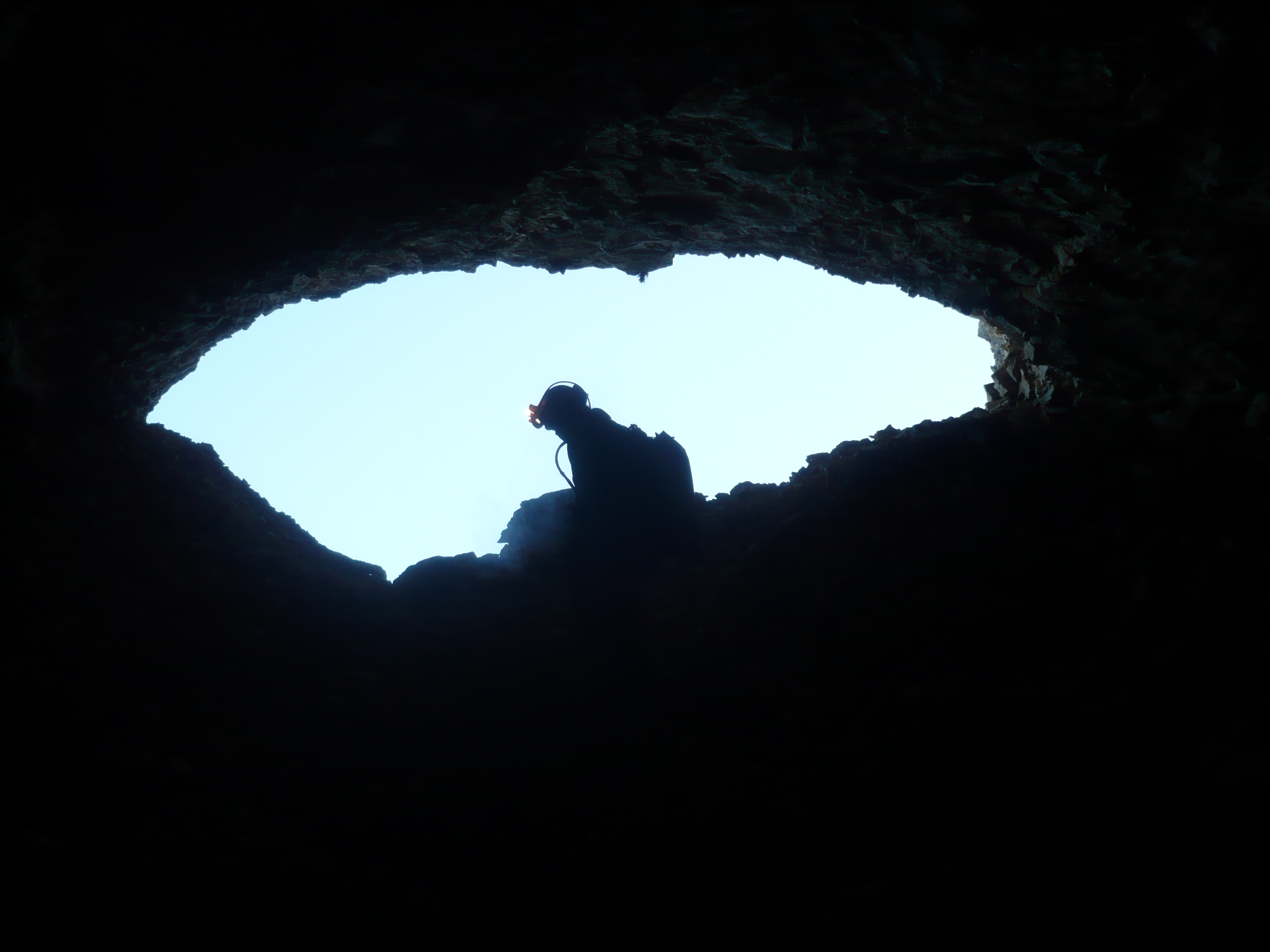
La grotte Chevalier vue de l'intérieur.
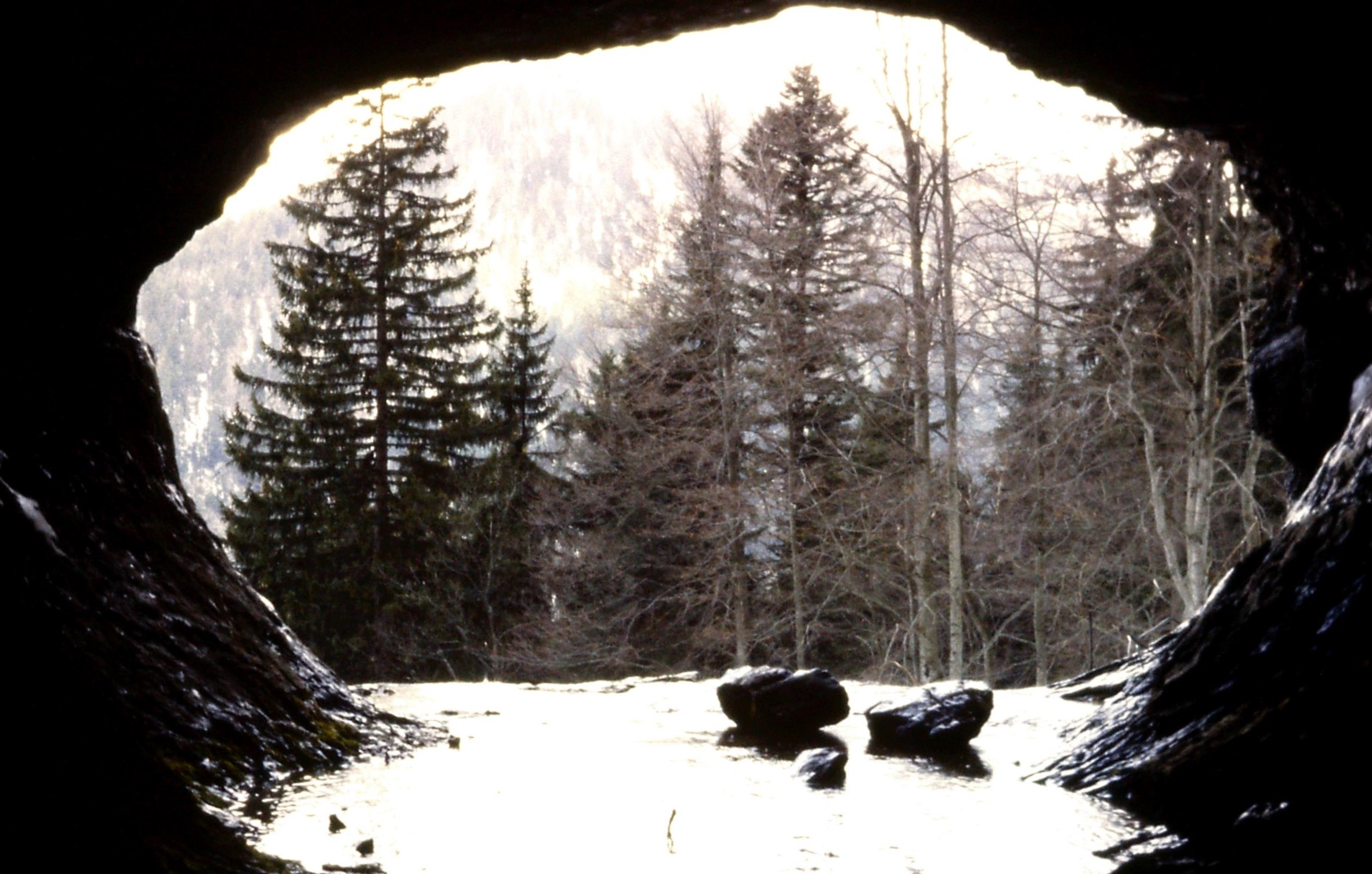
Vue de l'exsurgence du Guiers Mort, sortie des eaux de la dent de Crolles, réseau avec le plus d'intervention en Isère.
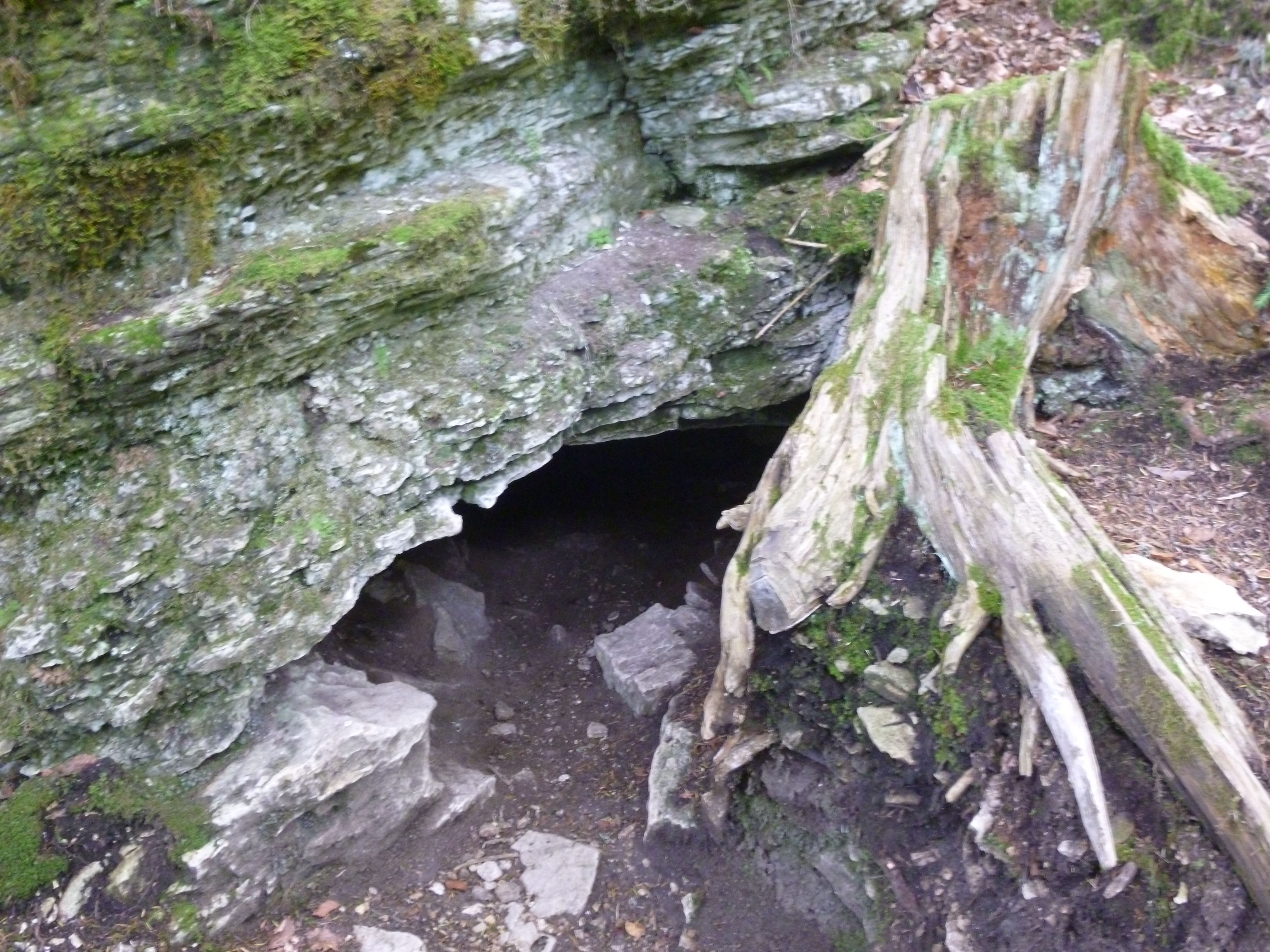
Entrée du gouffre Gampaloup.
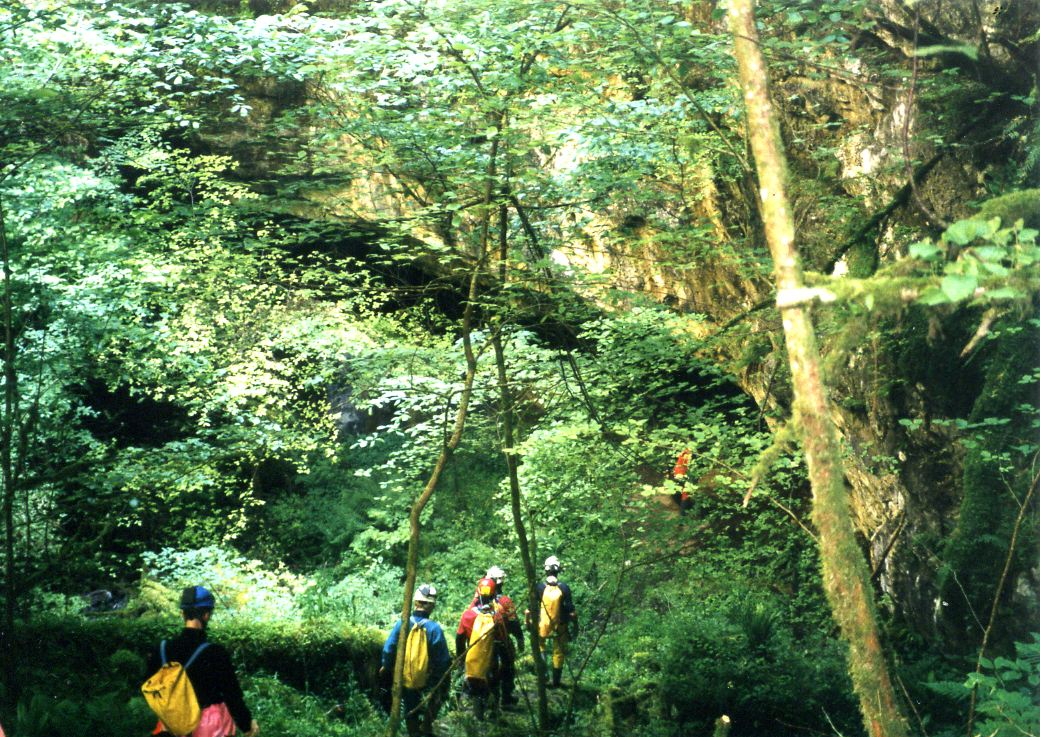
Spéléologues descendant dans le gouffre des Vitarelles.